# La prochaine fois je vous le chanterai (radio)
Ne pas confondre avec la pièce de théâtre homonyme de James Saunders.

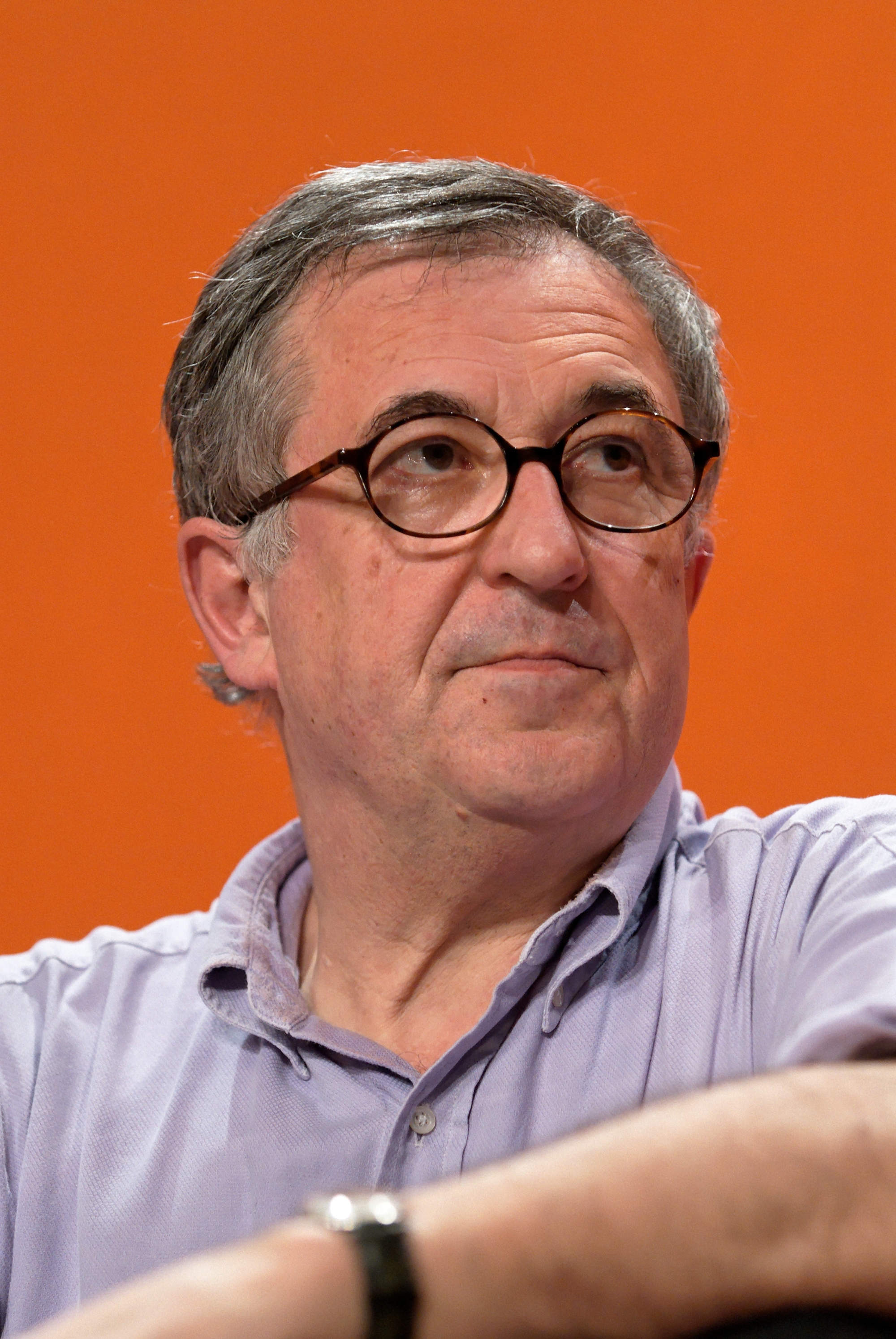
Philippe Meyer, animateur et producteur de l'émission

Pour les articles homonymes, voir La prochaine fois je vous le chanterai.
La prochaine fois je vous le chanterai est une émission de radio française principalement consacrée à la chanson française animée par Philippe Meyer qui a été diffusée le samedi midi sur France Inter du 9 septembre 2000 au 25 juin 2016. 
Le titre de l'émission fait référence à une pièce de théâtre homonyme de l'auteur britannique James Saunders.

## Structure
L'émission est découpée en quatre séquences : 
- La « chanson hôn » est une chanson proposée par un auditeur, et se distingue par un texte (le plus souvent) involontairement comique ; le terme même de « chanson hôn » ne laissant d'ailleurs guère planer de doute à ce propos.
- La partie principale, généralement organisée autour d'une thématique particulière, parfois filée durant plusieurs émissions.
- La séquence « À deux, c'est mieux » qui présente deux interprétations d'une même chanson.
- La « Tocade » de la semaine, une chanson extraite d'un album généralement paru dans l'année.

Dans le cadre de cette émission, Philippe Meyer a collaboré régulièrement avec la troupe de la Comédie-Française à travers des émissions où toutes les chansons étaient interprétées par la troupe, des spectacles de chanson avec la troupe, comme au Studio-Théâtre en 2009, et l'enregistrement de disques,. Des rétrospectives sont présentées sur des chanteurs morts dans la semaine de la diffusion de l'émission ou peu avant ; des interprétations multiples par d'autres artistes sont mises en avant. De temps en temps est invitée une personnalité du monde de la musique ; la personnalité présente et commente sa propre sélection de titres. Ce sont des exceptions à cette émission qui suit une trame bien définie.

## Génériques
- Début : Le Tic toc choc de François Couperin
- Séquence « À deux, c'est mieux » : Béret, beurre, cornichons interprété par L'Orchestre de contrebasses
- Séquence « tocade » : Il treno va de Toto Cutugno
- Fin : Talma de Pierre Boussaguet, jouée par lui-même à la contrebasse et Guy Lafitte au saxophone-ténor

## Discographie
- 2009 : La prochaine fois je vous le chanterai, compilation, avec la troupe de la Comédie-Française, (ASIN B0029O3WT6)